# Zolletta di zucchero

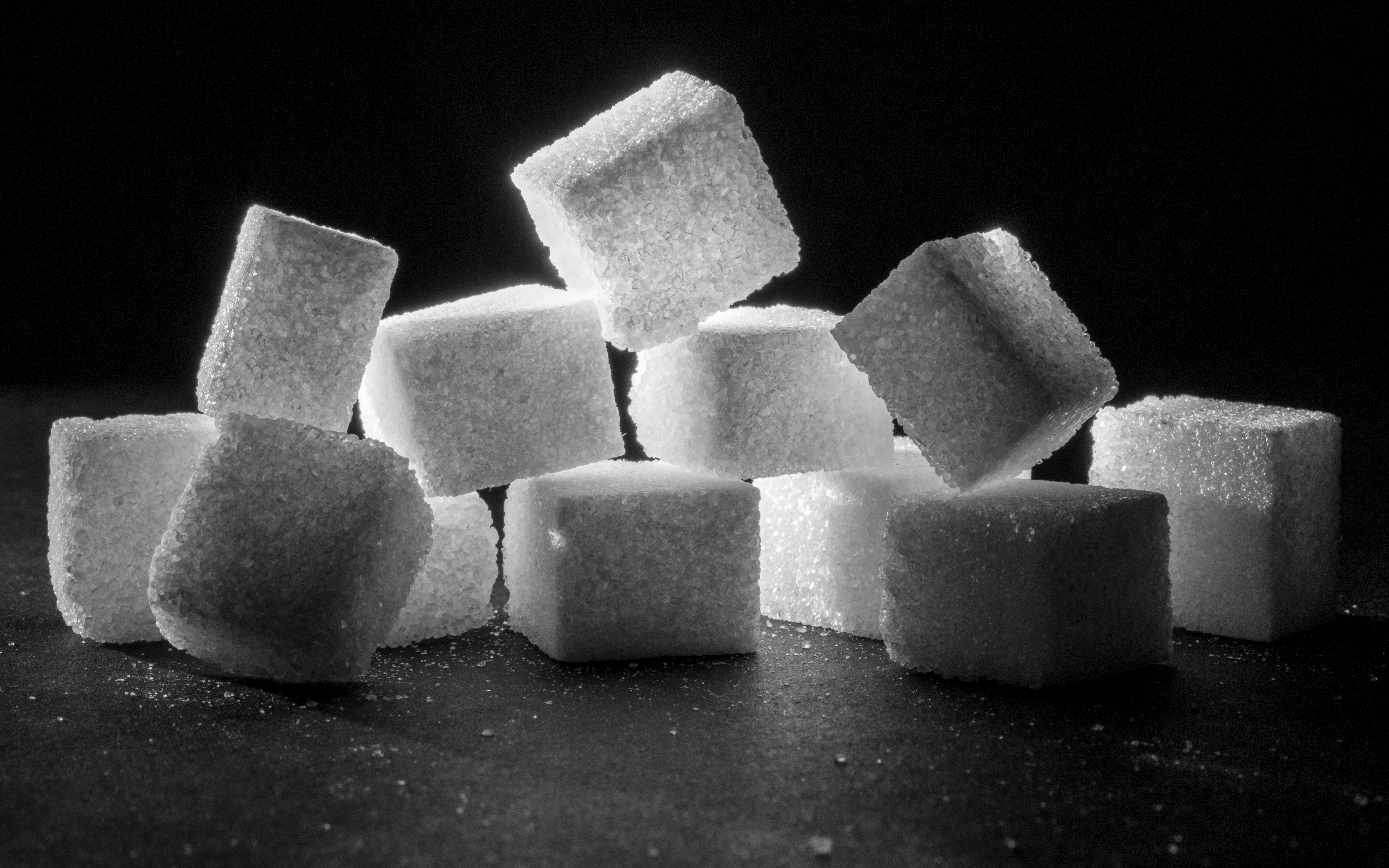
Alcune zollette di zucchero

La zolletta di zucchero, anche detta zolla, zuccherino o cubetto, è un pezzo di zucchero compatto di forma regolare, spesso usato per addolcire gli alimenti.

## Storia
L'antenato della zolletta è il pan di zucchero, un cono di zucchero raffinato che veniva grattato o rotto tramite degli utensili.
La prima tecnica industriale per preparare le zollette di zucchero venne probabilmente brevettata nel 1843 da Jacob Christoph Rad, il direttore di una raffineria dello zucchero di Dačice, nell'odierna Repubblica Ceca. Dal momento che la modellazione del saccarosio era faticosa e richiedeva molto lavoro, Rad ideò una pressa speciale dotata di 400 incavi quadrati che compattava del pan di zucchero non asciutto al suo interno. In seguito, le zollette venivano fatte essiccare per mezza giornata.
Nel 1875 il francese Eugène François inventò una macchina che tagliava a cubetti lo zucchero, mentre intorno al 1900 il belga Théophile Adant inaugurò un metodo che consisteva nel versare dello zucchero fuso all'interno di apposite lastre tagliate a forma di cubetti o barrette. Il "modello Adant" di lavorazione dello zucchero continuò ad essere applicato fino a quando, nel 1949, l'inventore francese Louis Chambon sviluppò una più efficiente macchina rotante all'interno della quale dei cristalli di zucchero vengono pressati in cubetti ("metodo Chambon").